# Список депутатов Парламента Молдовы XI созыва (2021—2025)
Список депутатов Парламента Республики Молдова XI созыва, избранных на досрочных выборах 11 июля 2021 года и действующих по настоящее время.

## Резюме
Парламент Республики Молдова XI созыва был сформирован по итогам учредительного заседания 26 июля 2021, после утверждения результатов досрочных парламентских выборов 11 июля 2021. Первое заседание Парламента нового созыва открыл старейший депутат парламента, член фракции Блока коммунистов и социалистов 81-летний Эдуард Смирнов, он же был председателем первого заседания. На первом заседании вновь избранного Парламента присутствовали: Президент Республики Молдова Майя Санду, председатель Конституционного суда Домника Маноле, представители дипломатического корпуса, аккредитованного в Молдавии, представители СМИ, новоизбранные депутаты.
29 июля 2021 в ходе второй части учредительного заседания были сформированы парламентские фракции, избрано руководство парламента, образованы комиссии и бюро. Депутат от ПДС Игорь Гросу был избран председателем парламента, вице-председателями парламента стали Михаил Попшой (ПДС) и Влад Батрынча (БКС).
Депутаты Наталья Давидович, Анна Раку, Михаил Друцэ, Адриан Белый и Дмитрий Будянский были избраны по спискам ПДС, хотя не являются членами партии и будут работать в парламенте в качестве депутатов фракции ПДС. В остальные парламентские фракции (БКС и ППШ) входят только депутаты от соответствующих партий.
19 июня 2023 года Конституционный суд Республики Молдова признал партию «Шор» неконституционной. Суд постановил, что партия «Шор» должна считаться распущенной, а Министерство юстиции Республики Молдова обязано исключить её из регистра политических партий. Депутаты от «Шор» сохраняют свои мандаты, но становятся независимыми депутатами, не имея права вступать в другие партии. Решение Конституционного суда Республики Молдова вступило в силу немедленно.

## Парламентские фракции
Структура Парламента к началу созыва:
| 63  | 10 + 22     | 6   |
| ПДС | ПКРМ + ПСРМ | ППШ |
| --- | ----------- | --- |

Структура Парламента к концу созыва:
| 61  | 8 + 18      | 4 + 5 | 5    | 1   |
| ПДС | ПКРМ + ПСРМ | БП    | Нез. | НАД |
| --- | ----------- | ----- | ---- | --- |

## Список депутатов
| №   | Фамилия, Имя               | Место жительства                    | Год рождения | Партия | Деятельность                                                                                        |
| 1   | Игорь Гросу                | Кишинёв                             | 1972         | ПДС    | историк, депутат парламента Республики Молдова                                                      |
| 2   | Наталья Гаврилица          | Кишинёв                             | 1977         | ПДС    | юрист, политический деятель                                                                         |
| 3   | Михаил Попшой              | Кишинёв                             | 1987         | ПДС    | международные отношения, депутат парламента Республики Молдова                                      |
| 4   | Сергей Литвиненко          | с. Хыртоп, Чимишлийский район       | 1981         | ПДС    | юрист, депутат парламента Республики Молдова                                                        |
| 5   | Андрей Спыну               | с. Ратуш, Криулянский район         | 1986         | ПДС    | экономист, генеральный секретарь Аппарата Президента Республики Молдова                             |
| 6   | Лилиана Николаэску-Онофрей | Кишинёв                             | 1968         | ПДС    | филолог, политический деятель                                                                       |
| 7   | Дойна Герман               | Кишинёв                             | 1982         | ПДС    | педагог, депутат парламента Республики Молдова                                                      |
| 8   | Владимир Боля              | Кишинёв                             | 1971         | ПДС    | историк, депутат парламента Республики Молдова                                                      |
| 9   | Вероника Рошка             | Кишинёв                             | 1982         | ПДС    | юрист, депутат парламента Республики Молдова                                                        |
| 10  | Лилиан Карп                | Кишинёв                             | 1978         | ПДС    | педагог, депутат парламента Республики Молдова                                                      |
| 11  | Наталья Давидович          | Кишинёв                             | 1971         | ПДС    | журналист, психолог                                                                                 |
| 12  | Олеся Стамате              | Кишинёв                             | 1983         | ПДС    | юрист, политический деятель                                                                         |
| 13  | Лариса Волох               | с. Паланка, Штефан-Водский район    | 1971         | ПДС    | педагог, примар села Паланка                                                                        |
| 14  | Дан Перчун                 | Кишинёв                             | 1991         | ПДС    | политолог, депутат парламента Республики Молдова                                                    |
| 15  | Ион Гроза                  | с. Колибашь, Кагульский район       | 1966         | ПДС    | педагог, депутат парламента Республики Молдова                                                      |
| 16  | Вирджилий Пысларюк         | Кишинёв                             | 1969         | ПДС    | историк, депутат парламента Республики Молдова                                                      |
| 17  | Валентина Маник            | Хынчешты                            | 1956         | ПДС    | экономист, политический деятель                                                                     |
| 18  | Василий Шоймару            | Кишинёв                             | 1949         | ПДС    | педагог, экономист, доктор экономических наук                                                       |
| 19  | Дмитрий Алайба             | Кишинёв                             | 1982         | ПДС    | экономист, депутат парламента Республики Молдова                                                    |
| 20  | Раду Мариан                | Кишинёв                             | 1990         | ПДС    | экономист, депутат парламента Республики Молдова                                                    |
| 21  | Галина Сажин               | с. Шерпены, Новоаненский район      | 1973         | ПДС    | журналист, депутат парламента Республики Молдова                                                    |
| 22  | Пётр Фрунзе                | с. Пухой, Яловенский район          | 1985         | ПДС    | юрист, депутат парламента Республики Молдова                                                        |
| 23  | Оазу Нантой                | Кишинёв                             | 1948         | ПДС    | инженер, депутат парламента Республики Молдова                                                      |
| 24  | Василий Грэдинару          | Кишинёв                             | 1982         | ПДС    | юрист, предприниматель                                                                              |
| 25  | Артур Мижа                 | Кишинёв                             | 1990         | ПДС    | экономист, политический деятель                                                                     |
| 26  | Анна Раку                  | Кишинёв                             | 1979         | ПДС    | юрист, педагог                                                                                      |
| 27  | Михаил Друцэ               | Кишинёв                             | 1957         | ПДС    | историк, военный                                                                                    |
| 28  | Марчела Адам               | Кишинёв                             | 1974         | ПДС    | филолог, педагог                                                                                    |
| 29  | Адриан Белый               | Кишинёв                             | 1975         | ПДС    | врач, педагог                                                                                       |
| 30  | Мариана Кушнир             | Оргеев                              | 1981         | ПДС    | юрист, общественный деятель                                                                         |
| 31  | Дмитрий Будянский          | Кишинёв                             | 1961         | ПДС    | математик, экономист                                                                                |
| 32  | Александр Трубка           | Кишинёв                             | 1988         | ПДС    | менеджер, экономист                                                                                 |
| 33  | Олег Канацуй               | Леова                               | 1976         | ПДС    | инженер, советник Леовского районного совета                                                        |
| 34  | Игорь Талмазан             | с. Мерены, Новоаненский район       | 1981         | ПДС    | юрист, государственный деятель                                                                      |
| 35  | Марина Морозова            | Кишинёв                             | 1981         | ПДС    | экономист, финансист                                                                                |
| 36  | Ерсилия Катрави            | с. Штефанешты, Штефан-Водский район | 1983         | ПДС    | социальный работник, примар села Штефанешты                                                         |
| 37  | Лариса Новак               | с. Гура-Каменчий, Флорештский район | 1984         | ПДС    | педагог, преподаватель                                                                              |
| 38  | Сергей Лазаренку           | Кишинёв                             | 1985         | ПДС    | экономист, вице-примар коммуны Ставчены                                                             |
| 39  | Андриан Кептонар           | Унгены                              | 1982         | ПДС    | менеджер, предприниматель                                                                           |
| 40  | Мария Гонца                | Фалешты                             | 1967         | ПДС    | педагог, советник Фалештского районного совета                                                      |
| 41  | Борис Маркоч               | Бельцы                              | 1965         | ПДС    | инженер, муниципальный советник Бельц                                                               |
| 42  | Адриан Бэлуцел             | Кишинёв                             | 1993         | ПДС    | международные отношения, государственный деятель                                                    |
| 43  | Артемий Кэтэной            | Каушаны                             | 1982         | ПДС    | юрист, предприниматель                                                                              |
| 44  | Инна Кошеру                | Кишинёв                             | 1975         | ПДС    | биолог, муниципальный советник Кишинёва                                                             |
| 45  | Мария Панку                | Кишинёв                             | 1960         | ПДС    | экономист, предприниматель                                                                          |
| 46  | Ион Шпак                   | с. Петичень, Каларашский район      | 1972         | ПДС    | конструктор, предприниматель                                                                        |
| 47  | Ион Бабичи                 | Сороки                              | 1973         | ПДС    | электрик, политический деятель                                                                      |
| 48  | Анжела Мунтяну-Пожога      | Кишинёв                             | 1972         | ПДС    | журналист, муниципальный советник Кишинёва                                                          |
| 49  | Виктор Спыну               | с. Мэгдэчешть, Криулянский район    | 1991         | ПДС    | журналист, предприниматель                                                                          |
| 50  | Марчела Нистор             | Кишинёв                             | 1994         | ПДС    | актриса, финансист                                                                                  |
| 51  | Росиан Василой             | Кишинёв                             | 1973         | ПДС    | военный, педагог                                                                                    |
| 52  | Евгений Синкевич           | Кишинёв                             | 1999         | ПДС    | менеджер, предприниматель                                                                           |
| 53  | Юрий Пэсат                 | с. Болчаны, Хынчештский район       | 1972         | ПДС    | машинист, примар села Болчаны                                                                       |
| 54  | Георгий Иким               | с. Копачены, Сынжерейский район     | 1983         | ПДС    | юрист, советник Сынжерейского районного совета                                                      |
| 55  | Игорь Кирияк               | Кишинёв                             | 1979         | ПДС    | юрист, адвокат                                                                                      |
| 56  | Юлия Даскэлу               | Кишинёв                             | 1967         | ПДС    | страховой агент, предприниматель                                                                    |
| 57  | Ефимия Бандалак            | Бричаны                             | 1962         | ПДС    | юрист, политический деятель                                                                         |
| 58  | Лилиана Гросу              | Бельцы                              | 1973         | ПДС    | психолог, преподаватель                                                                             |
| 59  | Георгий Агеоргиесей        | с. Шендрень, Ниспоренский район     | 1974         | ПДС    | экономист, советник Ниспоренского городского совета                                                 |
| 60  | Зинаида Попа               | Кишинёв                             | 1990         | ПДС    | психолог, муниципальный советник Кишинёва                                                           |
| 61  | Виктория Казаку            | с. Липник, Окницкий район           | 1963         | ПДС    | педагог, предприниматель                                                                            |
| 62  | Виталий Жакот              | Кишинёв                             | 1970         | ПДС    | инженер, вице-претор сектора Ботаника муниципия Кишинёв                                             |
| 63  | Дориан Истрати             | Кишинёв                             | 1982         | ПДС    | экономист, предприниматель                                                                          |
| 64  | Владимир Воронин           | Кишинёв                             | 1941         | БКС    | инженер-экономист, государственный и политический деятель, Президент Республики Молдова (2001—2009) |
| 65  | Игорь Додон                | Кишинёв                             | 1975         | БКС    | экономист, государственный и политический деятель, Президент Республики Молдова (2016—2020)         |
| 66  | Зинаида Гречаный           | Кишинёв                             | 1956         | БКС    | экономист, депутат парламента Республики Молдова                                                    |
| 67  | Влад Батрынча              | Кишинёв                             | 1981         | БКС    | юрист, депутат парламента Республики Молдова                                                        |
| 68  | Олег Рейдман               | Кишинёв                             | 1952         | БКС    | радиофизик, политический деятель                                                                    |
| 69  | Богдан Цырдя               | Кодру, Кишинёв                      | 1974         | БКС    | политолог, депутат парламента Республики Молдова                                                    |
| 70  | Алла Долинцэ               | Кишинёв                             | 1969         | БКС    | экономист, юрист                                                                                    |
| 71  | Алла Пилипецкая            | Сороки                              | 1972         | БКС    | инженер, депутат парламента Республики Молдова                                                      |
| 72  | Елена Боднаренко           | Сороки                              | 1965         | БКС    | экономист, политический деятель                                                                     |
| 73  | Александр Суходольский     | Комрат, Гагаузия                    | 1989         | БКС    | юрист, депутат Народного собрания Гагаузии                                                          |
| 74  | Константин Старыш          | Кишинёв                             | 1971         | БКС    | журналист, политический деятель                                                                     |
| 75  | Эдуард Смирнов             | Кишинёв                             | 1939         | БКС    | инженер, депутат парламента Республики Молдова                                                      |
| 76  | Корнелий Фуркулицэ         | Кишинёв                             | 1969         | БКС    | агроном, депутат парламента Республики Молдова                                                      |
| 77  | Вячеслав Нигай             | Каушаны                             | 1964         | БКС    | юрист, вице-председатель Каушанского районного совета                                               |
| 78  | Ирина Лозован              | Окница                              | 1983         | БКС    | юрист, депутат парламента Республики Молдова                                                        |
| 79  | Татьяна Кунецкая           | Кишинёв                             | 1964         | БКС    | экономист, депутат парламента Республики Молдова                                                    |
| 80  | Фёдор Гагауз               | с. Гайдар, Гагаузия                 | 1983         | БКС    | юрист, депутат парламента Республики Молдова                                                        |
| 81  | Валерий Мудук              | Фалешты                             | 1964         | БКС    | экономист, государственный деятель                                                                  |
| 82  | Адела Рэйляну              | Кишинёв                             | 1975         | БКС    | журналист, депутат парламента Республики Молдова                                                    |
| 83  | Алла Дарованная            | Кишинёв                             | 1964         | БКС    | экономист, депутат парламента Республики Молдова                                                    |
| 84  | Василий Боля               | Кишинёв                             | 1982         | БКС    | юрист, депутат парламента Республики Молдова                                                        |
| 85  | Владимир Односталко        | с. Ферапонтьевка, Гагаузия          | 1984         | БКС    | психолог, депутат парламента Республики Молдова                                                     |
| 86  | Инга Сибова                | Чимишлия                            | 1966         | БКС    | инженер, директор ООО «Чимишлия-Газ»                                                                |
| 87  | Пётр Бурдужа               | Кишинёв                             | 1976         | БКС    | экономист, депутат парламента Республики Молдова                                                    |
| 88  | Раду Мудряк                | Кишинёв                             | 1973         | БКС    | врач-ветеринар, депутат парламента Республики Молдова                                               |
| 89  | Диана Караман              | Дурлешты, Кишинёв                   | 1990         | БКС    | экономист, политический деятель                                                                     |
| 90  | Кирилл Татарлы             | Тараклия                            | 1952         | БКС    | агроном, депутат парламента Республики Молдова                                                      |
| 91  | Елена Белякова             | Кишинёв                             | 1958         | БКС    | экономист, государственный деятель                                                                  |
| 92  | Светлана Кэпэцинэ          | Кишинёв                             | 1969         | БКС    | экономист, советник Оргеевского районного совета                                                    |
| 93  | Григорий Новак             | с. Сэлкуца, Каушанский район        | 1983         | БКС    | юрист, депутат парламента Республики Молдова                                                        |
| 94  | Николай Русол              | Кишинёв                             | 1983         | БКС    | политолог, муниципальный советник Кишинёва                                                          |
| 95  | Иванна Кёксал              | с. Казаклия, Гагаузия               | 1978         | БКС    | филолог, депутат парламента Республики Молдова                                                      |
| 96  | Илан Шор                   | Кишинёв                             | 1987         | ППШ    | юрист, депутат парламента Республики Молдова                                                        |
| 97  | Марина Таубер              | Кишинёв                             | 1986         | ППШ    | политолог, депутат парламента Республики Молдова                                                    |
| 98  | Денис Уланов               | Кишинёв                             | 1976         | ППШ    | юрист, депутат парламента Республики Молдова                                                        |
| 99  | Пётр Жардан                | с. Лозова, Страшенский район        | 1976         | ППШ    | юрист, депутат парламента Республики Молдова                                                        |
| 100 | Регина Апостолова          | Кишинёв                             | 1951         | ППШ    | педагог, депутат парламента Республики Молдова                                                      |
| 101 | Вадим Фотеску              | Кишинёв                             | 1969         | ППШ    | юрист, депутат парламента Республики Молдова                                                        |

## Изменения в депутатском корпусе
- Зинаида Попа (ПДС) → отставка в связи с продолжением полномочий муниципального советника Кишинёва, мандат передан Виорелу Барде[3][5][6][7]
- Наталья Гаврилица (ПДС) → отставка в связи с назначением премьер-министром Республики Молдова, мандат передан Анне Калинич[8][9][10]
- Дмитрий Будянский (ПДС) → отставка в связи с назначением министром финансов Республики Молдова, мандат передан Евгении Кожокарь[8][10][11]
- Сергей Литвиненко (ПДС) → отставка в связи с назначением министром юстиции Республики Молдова, мандат передан Борису Попе[8][10][12]
- Андрей Спыну (ПДС) → отставка в связи с назначением вице-премьер-министром и министром инфраструктуры и регионального развития Республики Молдова, мандат передан Анне Оглинда[8][10][13]
- Росиан Василой (ПДС) → отставка в связи с назначением начальником генерального инспектората пограничной полиции министерства внутренних дел Республики Молдова, мандат передан Дорелу Юрку[10][14][15]
- Игорь Талмазан (ПДС) → отставка в связи с назначением директором Таможенной службы Республики Молдова, мандат передан Виталию Гавруку[16][17][18]
- Дорел Юрку (ПДС) → отставка в связи с избранием примаром села Хородиште Резинского района, передан Роману Рошке[19][20]
- Владимир Боля (ПДС) → отставка в связи с назначением министром сельского хозяйства и пищевой промышленности Республики Молдова, мандат передан Василию Порцевскому
- Игорь Додон (БКС) → отставка по собственному желанию, мандат передан Адриану Лебединскому[21][22]
- Светлана Кэпэцинэ (БКС) → прекращение полномочий в связи со смертью, мандат передан Александру Нестеровскому[23]
- Елена Боднаренко (БКС) → прекращение полномочий в связи со смертью, мандат передан Адриану Албу[24]
- Алла Долинцэ (БКС) → отставка по собственному желанию, мандат передан Гайку Вартаняну[24]
- Илан Шор (ППШ) → лишение мандата по решению Парламента[25][26], подтверждённое Конституционным судом[27]
- Дмитрий Алайба (ПДС) → отставка в связи с назначением министром экономического развития и цифровизации Республики Молдова, мандат передан Михаю Ляху
- Адриан Бэлуцел (ПДС) → отставка в связи с назначением государственным  секретарём в Государственной канцелярии, мандат передан Алине Дандара
- Артур Мижа (ПДС) → отставка в связи с назначением генеральным секретарём правительства, мандат передан Георге Кожоку

## Новые депутаты
| №  | Фамилия, Имя           | Место жительства                  | Год рождения | Партия | Деятельность                                                                             |
| 1  | Виорел Барда           | Кишинёв                           | 1981         | ПДС    | юрист, начальник главного отдела по управлению зданиями правительства Республики Молдова |
| 2  | Анна Калинич           | Яловены                           | 1993         | ПДС    | юрист, помощник депутата парламента Республики Молдова                                   |
| 3  | Евгения Кожокарь       | с. Новый Сат, Чимишлийский район  | 1966         | ПДС    | учитель, социальный работник                                                             |
| 4  | Борис Попа             | Шолданешты                        | 1957         | ПДС    | юрист, советник Шолданештского районного совета                                          |
| 5  | Анна Оглинда           | Кишинёв                           | 1959         | ПДС    | врач, заведующая отделением реанимации и токсикологии Института матери и ребёнка         |
| 6  | Дорел Юрку             | с. Хородиште, Резинский район     | 1968         | ПДС    | экономист, примар села Хородиште                                                         |
| 7  | Виталий Гаврук         | Кишинёв                           | 1986         | ПДС    | музыкант                                                                                 |
| 8  | Роман Рошка            | Бендеры                           | 1982         | ПДС    | юрист, экономист                                                                         |
| 9  | Василий Порцевский     | с. Болдурешть, Ниспоренский район | 1988         | ПДС    | магистр информационных технологий, преподаватель                                         |
| 10 | Михай Ляху             | Дондюшаны                         | 1960         | ПДС    | председатель территориальной организации ПДС в Дондюшанах                                |
| 11 | Алина Дандара          | Кишинёв                           | 1993         | ПДС    | вице-председатель молодёжной организации ПДС                                             |
| 12 | Георге Кожок           | Бессарабка                        | 1959         | ПДС    | председатель территориальной организации ПДС в Бессарабке                                |
| 12 | Адриан Лебединский     | Кишинёв                           | 1976         | БКС    | юрист, депутат парламента Республики Молдова                                             |
| 13 | Александр Нестеровский | Бельцы                            | 1981         | БКС    | юрист, депутат парламента Республики Молдова                                             |
| 14 | Адриан Албу            | Кишинёв                           | 1983         | БКС    | юрист, экономист                                                                         |
| 15 | Гайк Вартанян          | Ереван, Армянская ССР             | 1979         | БКС    | политолог, депутат парламента Республики Молдова                                         |

## Изменение партийной принадлежности
- Александр Нестеровский, Ирина Лозован, Гайк Вартанян, Александр Суходольский, Василий Боля: БКС → неприсоединившиеся[28][29][30][31]
- Марина Таубер, Денис Уланов, Пётр Жардан, Регина Апостолова, Вадим Фотеску + 1 вакантное место: ППШ → неприсоединившиеся (в следствии запрета партии)